# Neoclypeodytes ornatellus
Neoclypeodytes ornatellus är en skalbaggsart som först beskrevs av Henry Clinton Fall 1917.  Neoclypeodytes ornatellus ingår i släktet Neoclypeodytes och familjen dykare. Inga underarter finns listade i Catalogue of Life.